# Ramón Bruguera
Pour les articles homonymes, voir Bruguera (homonymie) et Álvarez.
 (octobre 2014).
Si vous disposez d'ouvrages ou d'articles de référence ou si vous connaissez des sites web de qualité traitant du thème abordé ici, merci de compléter l'article en donnant les références utiles à sa vérifiabilité et en les liant à la section « Notes et références ».
Ramón Bruguera Álvarez, né en 1899 à Barcelone (Catalogne, Espagne) et mort le 24 mai 1988 dans la même ville, est un footballeur espagnol des années 1910 et 1920 qui jouait au poste de gardien de but.

## Biographie
Ramón Bruguera fait partie de la grande équipe du FC España qui remporte le championnat de Catalogne en 1917. Il joue au FC España (club barcelonais désormais disparu) entre 1916 et 1919.
En 1919, il signe avec le RCD Espanyol.
En 1920, il est recruté par le FC Barcelone où il joue jusqu'en 1926. Avec Barcelone, Bruguera remporte trois Coupes d'Espagne et cinq championnats de Catalogne. Bruguera n'est pas un titulaire indiscutable au Barça en raison de la présence de gardiens tels que Ricardo Zamora, Joaquín Pascual et Franz Platko. 
Le 19 juin 1927, il reçoit un match d'hommage de la part du FC Barcelone avec son coéquipier Francesc Vinyals au cours duquel Barcelone bat l'UE Sants 5 à 2.
Bruguera joue la saison 1927-1928 avec l'UE Sant Andreu. Il met un terme à sa carrière de joueur à la fin de la saison.

## Palmarès
Avec le FC España :
- Champion de Catalogne en 1917

Avec le FC Barcelone :
- Vainqueur de la Coupe d'Espagne en 1922, 1925 et 1926
- Champion de Catalogne en 1921, 1922, 1924, 1925 et 1926